# La vida de Adèle
La vida de Adèle (del francés: La Vie d'Adèle – Chapitres 1 & 2) - «La vida de Adèle - Capítulos 1 & 2») es una película francesa dramática-romántica de 2013 dirigida, escrita y producida por Abdellatif Kechiche y protagonizada por Adèle Exarchopoulos y Léa Seydoux. Inspirada en la novela gráfica francesa El azul es un color cálido de Jul Maroh, la película gira en torno a Adèle, una adolescente francesa que descubre el deseo y la libertad cuando una aspirante a pintora de pelo azul entra en su vida. La película muestra su relación entre los años de secundaria de Adèle y su vida adulta temprana como maestra de escuela.
La película generó controversia antes de su lanzamiento y tras su estreno en el Festival de Cine de Cannes 2013. Gran parte de la polémica se centró en las afirmaciones de las malas condiciones de trabajo en el set de rodaje vertidas por parte del equipo y las actrices principales, y también por la plasmación mediante largas y gráficas escenas sexuales (filmadas con genitales falsos). Pese a estas polémicas la cinta ha recibido elogios de la crítica profesional, considerándose una de las mejores películas de 2013, desde su estreno.
Obtuvo un total de 104 nominaciones, entre las que destacan las obtenidas en los Premios Globo de Oro a la Mejor Película en Lengua Extranjera y los Premios BAFTA a Mejor Película no en Inglés, y un total de 86 galardones. En el Festival de Cannes 2013 ganó por unanimidad la Palma de Oro del jurado oficial y el Premio FIPRESCI, siendo la primera película que consiguió la Palma de Oro tanto al director (Kechine) como a las actrices principales (Seydoux y Exarchopoulos). Un precedente sería la película dirigida por Jane Campion El piano (1993) quien obtuviera el premio a la interpretación femenina (Holly Hunter) y la Palma de Oro.

## Argumento
Adèle es una estudiante de secundaria introvertida de 15 años de edad. Al cruzar la calle un día pasa junto a una mujer con el pelo corto azul y se siente atraída al instante. Más tarde tiene citas y mantiene relaciones sexuales con un chico del instituto llamado Thomas pero, insatisfecha, termina rompiendo la relación. Después de tener vívidas fantasías sobre la mujer que vio en la calle y que una de sus amigas la besó, se preocupa por su orientación sexual.
Un amigo, el abiertamente y alegre Valentin, parece entender su confusión y la lleva a un bar gay. Después de un tiempo Adèle se va y entra a un bar de lesbianas, donde ella experimenta avances asertivos de algunas de las mujeres. La mujer de cabello azul también está allí e interviene, mintiendo a las demás, diciendo que Adèle es su prima. La mujer desvela su nombre, Emma, una estudiante de arte graduada. Emma y Adèle se hacen amigas y comienzan a pasar más tiempo juntas. Las amigas de Adèle sospechan que es lesbiana y la obligan a abandonar la escuela insultándola y humillándola en público. A pesar de la reacción ella se acerca a Emma. Su vínculo aumenta y, en poco tiempo, ambas comparten un beso en un pícnic. Luego tienen relaciones sexuales y comienzan una relación apasionada. La familia artística de Emma es muy acogedora con la pareja pero Adèle le dice a sus padres, conservadores y de clase trabajadora, que Emma es solo una tutora para la clase de filosofía.
En los años siguientes las dos mujeres se mudan y viven juntas. Adèle termina su formación y se une al personal docente en una escuela primaria local, mientras que Emma trata de seguir adelante con su carrera de pintura, con frecuencia organizando fiestas en la casa para socializar con su círculo. En una de estas Adèle conoce a algunas de ellas: Lise, una mujer embarazada y colega; Joachim, "la mayor galerista de Lille"; y Samir, un aspirante a actor que se siente fuera de lugar entre los intelectuales, con los que se enfrenta. Emma menosprecia la carrera docente de Adèle, alentándola a encontrar el cumplimiento por escrito, mientras que Adèle insiste en que ella está contenta de la manera que ella es. Gradualmente se vuelve cada vez más evidente lo poco que tienen en común y las complejidades emocionales se manifiestan en la relación.
Emma se da cuenta de que Adèle tuvo una aventura con un muchacho a sus espaldas y la confronta furiosamente, rechazando sus disculpas y expulsándola de su apartamento. El tiempo pasa y aunque Adèle encuentra satisfacción en su trabajo como maestra de jardín de infancia todavía no puede superar su sentimiento de angustia. Las dos finalmente se encuentran nuevamente en un restaurante. Adèle sigue profundamente enamorada de Emma y, a pesar de la poderosa conexión que claramente sigue existiendo entre ellas, Emma está ahora comprometida con Lise, que ahora tiene una hija pequeña. Adèle está devastada, pero la retiene. Emma admite que no se siente sexualmente satisfecha, pero que lo ha aceptado como parte de su nueva etapa en la vida. Ella le asegura a Adèle que su relación fue especial, y que siempre tendrá ternura infinita para ella. Las dos parten en términos amistosos.
Más tarde Adèle va a la nueva exposición de arte de Emma. Colgado en una pared hay una pintura de desnudos que Emma una vez hizo de ella durante el florecimiento sensual de su vida juntas. Aunque Emma la reconoce, su atención se centra principalmente en los otros invitados de la galería y en Lise. Adèle felicita a Emma por el éxito de su arte y se va tranquilamente después de una breve conversación con Samir. Él la persigue pero se dirige en la dirección equivocada, mientras Adèle se aleja en la distancia.

## Elenco y personajes

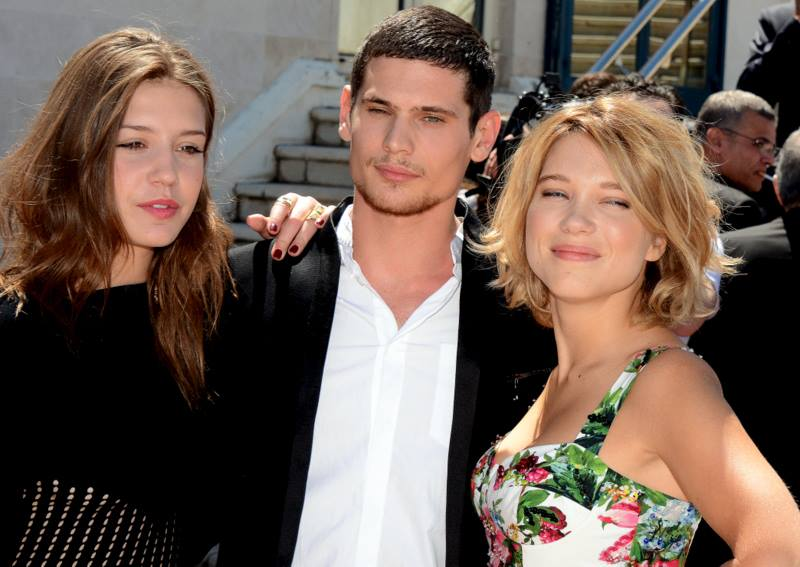
Los actores Léa Seydoux, Adèle Exarchopoulos y Jérémie Laheurte constituyen el elenco principal de la película y se presentaron en el Festival de Cannes 2013.

- Léa Seydoux - Emma
- Adèle Exarchopoulos - Adèle
- Salim Kechiouche - Samir
- Aurélien Recoing - Padre de Adèle
- Catherine Salée - Madre de Adèle
- Benjamin Siksou - Antoine
- Mona Walravens - Lise
- Alma Jodorowsky - Béatrice
- Jérémie Laheurte - Thomas
- Anne Loiret - Madre de Emma
- Benoît Pilot - Padrastro de Emma
- Sandor Funtek - Valentin
- Fanny Maurin - Amélie
- Maelys Cabezón - Laetitia
- Stéphane Mercoyrol - Joachim
- Aurelie Lemanceau - Sabine

## Producción

### Dirección

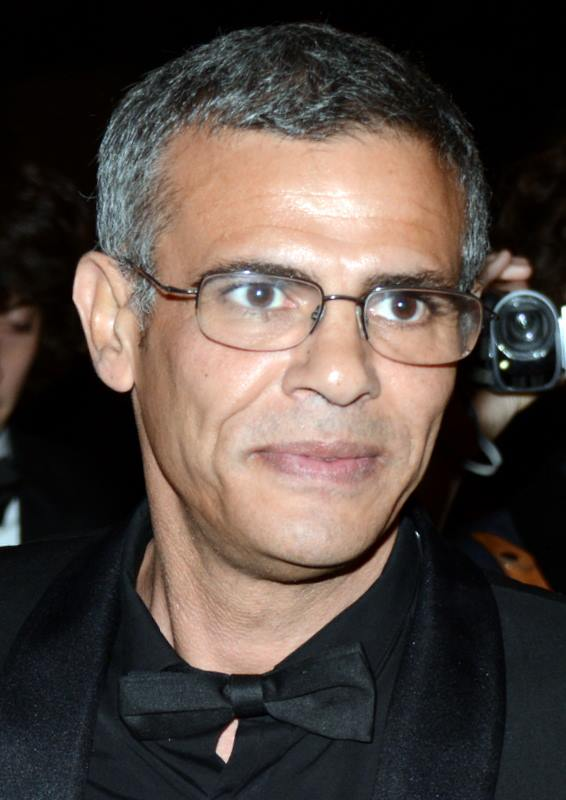
Abdellatif Kechiche, el director de la película en la sección oficial del Festival de Cannes en el año 2013.

Abdellatif Kechiche tuvo desde un principio que lidiar con las polémicas surgidas a raíz de su temática (un drama lésbico de casi tres horas de duración), las opiniones de la autora del cómic en el cual se inspira la película y una tórrida escena de sexo de diez minutos de duración que revolucionó a los espectadores en Cannes. Pero nada ha hecho más daño al director que las declaraciones de sus dos actrices protagonistas, Léa Seydoux y Adèle Exarchopoulos. Según ambas intérpretes, Kechiche se mostró muy autoritario durante el rodaje, en ocasiones violento, y repudian su método de dirección.
«De cada escena hacíamos más de cien tomas». Su queja principal son las incesantes tomas que el cineasta les obligó a rodar. «Pasábamos semanas rodando la misma escena», relataba Seydoux a finales de verano a una publicación norteamericana. «La primera escena en la que nos cruzamos y sentimos un amor a primera vista dura sólo unos treinta segundos, pero nos pasamos todo un día filmándola e hicimos más de cien tomas. Al final Kechiche estalló en cólera porque, después de tanto sacrificio, al pasar cerca de Adèle me reí un poco. (... ) Se puso tan loco que agarró el pequeño monitor con el que seguía el rodaje y lo tiró al suelo, gritando: '¡Yo no puedo trabajar en estas condiciones!'».
Mientras que con Seydoux mantiene fuertes discrepancias, el cineasta sí parece haberse reconciliado con Adéle Exarchopoulos. De hecho, ambos estuvieron muy sonrientes y se regalaron gestos de complicidad durante la presentación de la película en Madrid. Sin embargo, la agria polémica que rodea a la cinta ha jugado en su beneficio. En Francia, el filme se convirtió en un rotundo éxito de taquilla y en Estados Unidos tuvo gran reconocimiento ya que podía ser nominada en distintas categorías tan importantes de los Oscar, sin embargo, no fue clasificada.456

### Rodaje
La producción comenzó en marzo de 2012 y duró seis meses hasta agosto. Aproximadamente se realizaron 800 horas de filmación, incluido un extenso metraje en B-roll, aunque en el montaje final la duración de la película se redujo a 179 minutos. Aunque inicialmente el plan de rodaje debía tener una duración de dos meses y medio el presupuesto final fue de aproximadamente 4.000.000 de euros. Las localizaciones principales fueron la ciudad de Lille (Francia), principalmente en el Liceo Pasteur, la Place du Général-de-Gaulle (para el encuentro entre Adèle y Thomas) y en el Boulevard de la Liberté (encuentro con Emma). Otros escenarios incluyen la galería de arte Metling Art, la discoteca gay Le Privilège, en el museo La Piscine en Roubaix y en la ciudad de Liévin.

## Recepción

### Taquilla
Blue Is the Warmest Colour recaudó un total mundial de $19 492 879. Durante su apertura en Francia, la película debutó con un total de fin de semana de $2.3 millones en 285 cines por un promedio de $8,200 por sala. Tomó el cuarto lugar en su primer fin de semana, que fue visto como "notablemente bueno debido a su duración de casi tres horas". La película tuvo un lanzamiento limitado en los Estados Unidos, y recaudó aproximadamente $101.116 en su primer fin de semana, con un promedio de $25.279 en cuatro cines en Nueva York y Los Ángeles.

### Crítica
La vida de Adèle tiene una consideración positiva en los portales de información cinematográfica y ha sido aclamada por la crítica. En IMDb obtiene una puntuación de 7,7 sobre 10 computando 150.021 votos. En FilmAffinity, además de figurar en sus listas "Mejores películas basadas en cómics" (12.ª posición), "Mejores películas y series con temática LGTBI+" (31.ª posición) y "Mejores películas francesas de todos los tiempos" (78.ª posición), obtiene una puntuación de 7,4 sobre 10 entre los 38.364 usuarios que registraron su voto. En el agregador de críticas Rotten Tomatoes obtiene la calificación de "fresco" para el 85% de las más de 50.000 valoraciones de sus usuarios y para el 89% de las 204 críticas profesionales, cuyo consenso se resume en "cruda, honesta, poderosamente actuada, y deliciosamente intensa(...) ofrece uno de los dramas más elegantemente compuestos, emocionalmente absorbentes del cine moderno." Metacritic, que asigna una calificación normalizada sobre 100, calificó la película de 89 basado en 35 comentarios, indicando "aclamación universal".
El crítico Carlos Boyero en el diario El País elogió que "Kechiche cuenta esta historia con desarmante verdad(...) filma las escenas de sexo con una autenticidad insólita(...) todo es placentera o dolorosamente real. Y nos descubre a una actriz extraña y maravillosa llamada Adele Exarchopoulos". Luis Martínez en el diario El Mundo la calificó como "deslumbrante(...) Pocas veces antes en el cine reciente se ha rodado de forma tan frontal, tierna y precisa el sexo, el sexo lésbico.(...) Sobre la pantalla, simplemente un milagro(...) crudo, brillante y arriesgadísimo trabajo". Oti Rodríguez Marchante para ABC valoró que "probablemente nunca se ha hecho una película que refleje con tanta física y química el amor y lo otro entre dos mujeres, y puede que valga la frase terminada entre dos personas". Salvador Llopart en La Vanguardia indicó que "es la mejor historia de amor jamás rodada, sin más adjetivos.(...) una historia de amor desgarradora: por momentos tierna y hermosa, por momentos cruel, y siempre inolvidable". Sergi Sánchez para la revista Fotogramas le concedió 5 estrellas de 5 afirmando "lo que importa es que, al margen de la cuestión de género, respiran deseo como pocas veces se ha logrado en el cine. Es el deseo de dos personas que se aman.(...) El tiempo es el que nos permite ver las grietas, las rencillas, las dependencias enfermizas de ese amor. Y en ese mar de tiempo nos vemos inmersos y no queremos salir de él".
En Francia la revista Cahiers du Cinéma colocó la película en tercer lugar en su tabla Top Ten en el año 2013. En The Daily Telegraph Robbie Collin otorgó a la película un máximo de cinco estrellas proponiéndola como ganadora de la Palma de Oro: "La película de Kechiche dura tres horas, y el único problema con ese tiempo de ejecución es que podría haberlo visto felizmente por otros siete. Es una explosión extraordinaria y prolongada de placer, tristeza, ira, lujuria y la esperanza, y contenida en ella, aunque sea justa, son las dos mejores actuaciones del festival, de Adèle Exarchopolous y Léa Seydoux ". Peter Bradshaw en su crítica para The Guardian agregó que" es una película realmente apasionada "y cambió su clasificación de estrellas para la película a cinco de cinco estrellas después de haber otorgado previamente solo cuatro. Stephen Garrett, de The New York Observer, dijo que la película fue "nada menos que un triunfo" y "es una gran obra de despertar sexual".
Andrew Chan, del Círculo de Críticos de Cine de Australia, reseñó: "al igual que el esfuerzo más maduro de Wong Kar-wai en el cine, Happy Together, el director Abdellatif Kechiche conoce bien el amor y la relación, y los detalles que aborda son casi impresionantes de soportar. una escena en el restaurante donde dos se encuentran de nuevo, después de años de separación, las lágrimas que moran en sus ojos muestran precisamente cuánto se aman, sin embargo, no hay manera de que vuelvan a estar juntos. Azul es el color más cálido es la película más poderosa de 2013, y fácilmente una de las mejores ". Movie Room Reviews elogió la película con 4 estrellas y 1/2 diciendo: "esta no es una película que trate con la intolerancia de la homosexualidad o lo que es ser lesbiana. Se trata de querer explorar esa parte de ti que sabes que está ahí mientras se sigue lidiando con la torpeza de la juventud.

### Polémica
La gran polémica pasa por las tres escenas de sexo lésbico que Kechiche elige incorporar en su filme de casi tres horas de duración. Las acusaciones han sido de todo tipo: imposición de una mirada masculina en la puesta en escena que ordena las escenas de sexo, expresión taimada de una fantasía machista; explotación directa de las actrices que, tras festejar junto al director en Cannes la conquista de la Palma de Oro, denunciaron el maltrato de Kechiche en el set (aparentemente, los buenos resultados respondieron a un método extenuante y una exigencia desmedida); finalmente, se pudo escuchar otra voz de disidencia: Jul Maroh, quien escribió la novela gráfica en la que el filme está basado, expresó su absoluta disconformidad acerca del erotismo del filme: “Las escenas de sexo son ridículas”.

#### LGBT y respuesta feminista
Jul Maroh elogió la originalidad de Kechiche, describió su adaptación como "coherente, justificada y fluida [...] un golpe maestro", también sintió que no logró capturar el corazón lésbico de su historia, y desaprobó las escenas de sexo. En la publicación de un blog, llamó a las escenas, "una exposición brutal y quirúrgica, exuberante y fría, del llamado sexo lésbico, que se convirtió en pornografía, y me hizo sentir muy incómoda", diciendo que en el cine, "los heteronormativos se rieron porque no lo entienden y encuentran la escena ridícula. La gente gay y queer se rio porque no es convincente, y lo encontró ridículo. Y entre las únicas personas que no oímos reírse fueron los posibles chicos demasiado ocupados festejando sus ojos en una encarnación de sus fantasías en la pantalla". Maroh agregó que "como espectadora feminista y lesbiana, no puedo respaldar la dirección que Kechiche tomó sobre estos asuntos. Pero también estoy ansiosa por escuchar lo que otras mujeres pensarán al respecto. Esta es simplemente mi postura personal."
La película recibió un considerable comentario crítico LGBT y feminista por el dominio de la mirada masculina y la falta de mirada femenina, y algunos críticos la calificaron de "mirada patriarcal." La crítica de Maroh fue una de las más duras en este punto, diciendo: "Me parece que esto era lo que faltaba en el set: lesbianas."

## Premios

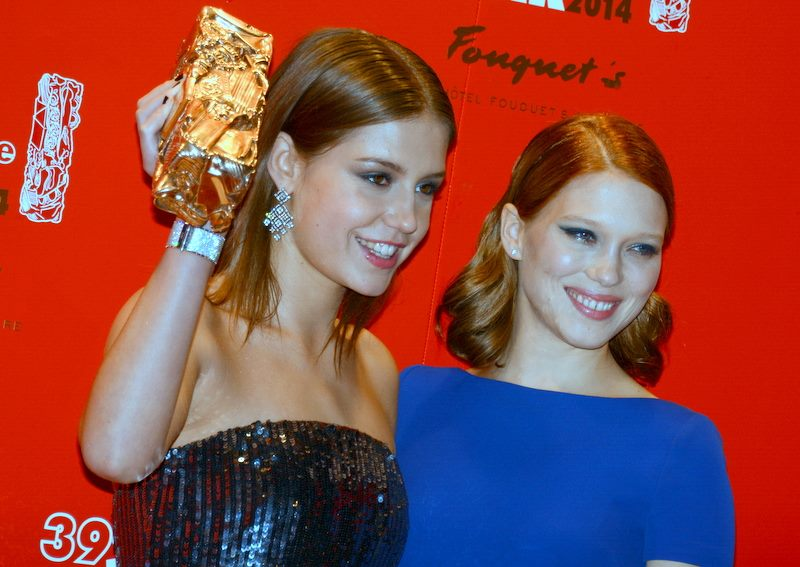
Exarchopoulos (ganadora como Mejor Actriz Revelación) y Seydoux (Nominada como Mejor Actriz protagonista) en la entrega N°39 de los Premios César

La película empezó a destacar en el momento en que ganó la Palma de Oro de la versión 2013 del Festival de cine de Cannes. Dicho galardón reconoce de manera excepcional el trabajo de tres personas: Abdellatif Kechiche, director de la película, Adèle Exarchopoulos y Léa Seydoux, las dos actrices principales. El Jurado de la crítica internacional (FIPRESCI), premió igualmente a La vie d'Adèle como la mejor película del festival.
Ambos premios llegaron justo en un momento de intensas protestas contra la legalización del matrimonio entre homosexuales en Francia  por lo que el presidente del jurado, Steven Spielberg, tuvo que salir al corte para indicar que el premio no tenía ninguna razón política detrás.

### Lista de reconocimientos
- Festival de Cannes: Ganadora de la Palma de Oro a la Mejor película y Premio FIPRESCI (Abdellatif Kechiche).
- Premios César: Ganadora Mejor actriz revelación (Adèle Exarchopoulos) y 8 Nominaciones.
- Globos de Oro: Nominación a Mejor película extranjera.
- Premios Lumière: Ganadora Mejor película, mejor realizador, mejor actriz (Léa Seydoux) y mejor actriz revelación (Adèle Exarchopoulos).
- Festival internacional de cine Hamptons: Ganadora Mejor actriz (Léa Seydoux).
- Austin Film Critics Association Awards: Ganadora Mejor película extranjera.
- Black Film Critics Circle Awards: Ganadora Mejor película extranjera.
- Boston Online Film Critics Association Awards: Ganadora Mejor película en lengua extranjera.
- Premios del Cine Independiente Británico: Ganadora Mejor película independiente internacional.
- Central Ohio Film Critics Association Awards: Ganadora Mejor actriz y Mejor actriz revelación (Adèle Exarchopoulos).
- Chicago Film Critics Association Awards: Mejor actriz revelación (Adèle Exarchopoulos).
- Premios de la Crítica Cinematográfica: Ganadora Mejor película en lengua extranjera y Mejor actriz (Adèle Exarchopoulos).
- Dallas-Fort Worth Film Critics Association Awards: Ganadora Mejor película en lengua extranjera.
- Florida Film Critics Circle Awards: Ganadora Mejor película extranjera.
- Indiana Film Journalists Association Awards: Ganadora Mejor película extranjera y Mejor actriz (Adèle Exarchopoulos).
- Critics Choice: Ganadora Mejor película de habla no inglesa y Mejor intérprete joven (Adèle Exarchopoulos).
- Kansas City Film Critics Circle Awards: Ganadora Mejor película extranjera.
- Las Vegas Film Critics Society Awards: Ganadora Mejor película en lengua extranjera.
- London Film Critics Circle Awards: Ganadora Mejor película en lengua extranjera del año.
- Los Angeles Film Critics Association Award: Ganadora Mejor actriz (Adèle Exarchopoulos).
- Online Film Critics Society Awards: Ganadora Mejor película extranjera.
- National Board of Review Awards: Ganadora Mejor actriz revelación (Adèle Exarchopoulos).
- National Society of Film Critics Awards: Ganadora Mejor película en lengua extranjera.
- Premios del Círculo de Críticos de Cine de Nueva York: Ganadora del Premio a la mejor película extranjera.[51]
- Phoenix Film Critics Society Awards: Ganadora Mejor película en lengua extranjera.
- San Francisco Film Critics Circle Awards: Ganadora Mejor película extranjera.
- St. Louis Film Critics Association Awards: Ganadora Mejor película en lengua extranjera.
- Utah Film Critics Association Awards: Ganadora Mejor película en lengua extranjera y Mejor actriz (Adèle Exarchopoulos).
- Village Voice Film Poll: Ganadora Mejor actriz (Adèle Exarchopoulos).
- Premios BAFTA: Nominación a Mejor película de habla no inglesa.
- Círculo de Críticos de Nueva York: Ganadora Mejor película extranjera.
- National Board of Review (NBR): Ganadora Mejor actriz revelación. (Adèle Exarchopoulos).
- Premios del Cine Europeo: Nominación a Mejor película y Mejor director.
- Premios Independent Spirit: Ganadora Mejor película extranjera.
- Premios Satellite: 3 Nominaciones, incluyendo Mejor film extranjero.
- Premios Guldbagge: Ganadora Mejor película extranjera.
- Premios Goya: Nominación a Mejor película europea.